# 瑙霍利内
49°33′19″N 38°3′5″E / 49.55528°N 38.05139°E

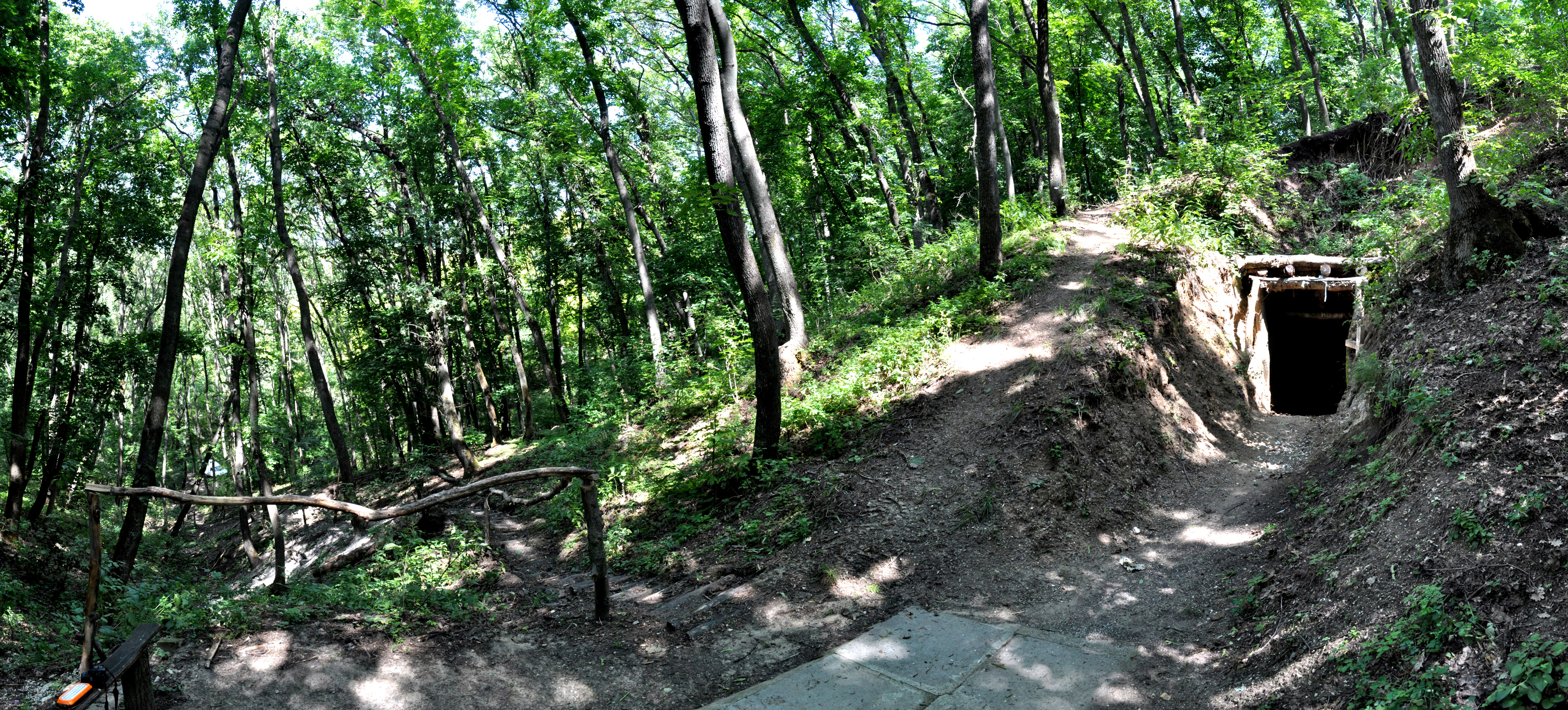
洞穴修道院

瑙霍利內（羅馬化：Nauholne）是位於烏克蘭東部盧甘斯克州斯瓦托韋區下杜萬卡市鎮的村莊。該村始建於1640年，面積2.49平方公里，海拔高度83米，2001年人口325，人口密度每平方公里130.3人。